# 黔江

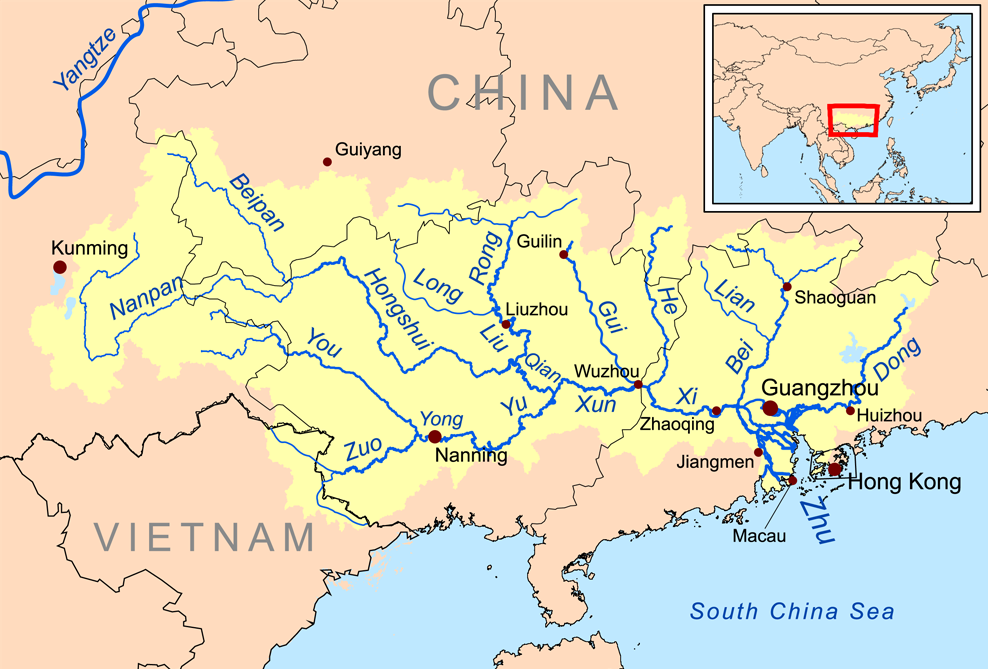
黔江

黔江是西江中游的一段干流，唐代以前称为潭水、泿水，宋代始称黔水、黔江。黔江始于中华人民共和国广西壮族自治区来宾市象州县的三江口，流经武宣县，终于其与鬱江在桂平市汇合处，长122公里，区间集水面积2210平方公里，区间支流是柳江、马来河等七条。黔江过武宣县城后，进入长达44公里的大藤峡谷，峡谷内最深处在枯水期可达85米，是西江水流的最深处。